# مجموعة شاهار الإعلامية
أصبحت مجموعة شاهار الإعلامية الآن شركة إعلامية تديرها الدولة في كازاخستان ولديها العديد من الممتلكات الترفيهية في جميع أنحاء البلاد هناك. ويدير الشركة نورالي نزارباييف ، ابن داريجا نزارباييف وحفيد الرئيس الكازاخستاني السابق نور سلطان نزارباييف . كيرات كولباييف هو نائب الرئيس، ويدير مصالح الشركة بما في ذلك شبكة التلفزيون الموسيقية المحلية هيت تي في .